# Arinthod (comuna suprimida)
Arinthod era una comuna francesa situada en el departamento de Jura, de la región de Borgoña-Franco Condado, que el 1 de enero de 2018 fue suprimida al fusionarse con la comuna de Chisséria, formando la comuna nueva de Arinthod.

## Demografía
| Gráfica de evolución demográfica de Arinthod entre 1800 y 2015 |
|                                                                |

Los datos demográficos contemplados en este gráfico de la comuna de Arinthod se han cogido de 1800 a 1999 de la página francesa EHESS/Cassini, y los demás datos de la página del INSEE.